# Raikküla
Raikküla (em estoniano:  Raikküla vald) é um município rural estoniano localizado na região de Raplamaa.